# Енергетика
Енергетиката е промишлен отрасъл, включващ както добивни отрасли (добив на енергийни източници – уран, въглища, нефт, газ, торф и др.), така и големи естествени и изкуствени подсистеми, служещи за производство, преобразуване, разпределение и използване на енергийните ресурси от всички видове. Крайната цел е производство на енергия чрез преобразуване на първична природна енергия във вторична, подходяща за използване от хората, например електрическа енергия или топлинна енергия.
Значението на отрасъла за стопанството и бита на хората е огромно. От състоянието му зависи развитието на останалите индустриални отрасли, земеделието и обслужващия сектор, както и териториалната организация на обществения живот. Производството и потреблението на електроенергия на един жител е показател за жизнения стандарт на населението и за ефективността на стопанските дейности.
Производството на енергия най-често протича в няколко стадия:
- получаване и концентрация на енергийни ресурси, например добив на нефт или добив, преработка и обогатяване на ядрено гориво;
- пренос на ресурса към преработващото предприятие, например доставка на мазут за ТЕЦ;
- преобразуване на първична енергия във вторична, например химическата енергия на въглищата в електрическа и топлинна енергия;
- пренос на вторична енергия до потребителя, например по електрически далекопровод[1].

## Електроенергетика
Eлектроенергетиката обхваща:
- производството на електроенергия в електрическите централи и
- доставката ѝ до потребителите по електропроводи (електроснабдителна мрежа).

Централно място заемат електроцентралите, които е прието да се класифицират според вида на използваната първична енергия (суровина) и вида на използваните преобразователи. Преобладаването на един или друг вид електроцентрали в дадена държава зависи преди всичко от наличието на съответните природни ресурси.
Електроенергетиката се дели на:
- традиционна и
- нетрадиционна.

### Традиционна електроенергетика
Характерно за традиционната електроенергетика е че тя е усвоена отдавна и е преминала проверка в разнообразни условия на експлоатация. Основният дял електроенергия в света се получава именно в традиционните електроцентрали и тяхната единична мощност често превишава 1000 MW. Традиционната електроенергетика условно се дели на няколко направления:

#### Топлоенергетика
В този отрасъл производството на електрическа енергия става в топлоелектрическа централа (ТЕЦ), където се преобразува химическата енергия на органическо гориво. Възприето също така е наименованието електроцентрала на изкопаемо гориво. Тези централи се делят на:
- Паротурбинни електроцентрали, в които енергията се преобразува с помощта на парна турбина;
- Газотурбинни електроцентрали, в които енергията се преобразува с помощта на газова турбина;
- Парогазови електроцентрали, в които енергията се преобразува с помощта на парогазова турбина

В световен мащаб топлоенергетиката преобладава сред традиционните видове и на базата на нефт като суровина се произвежда 39% от световната електрическа енергия, на базата на каменните въглища – 27%, на базата на природния газ – 24%, т.е. общо 90%. Енергетиката например на Полша и ЮАР практически напълно се основава на използването на каменни въглища, а на Нидерландия – на природен газ. Голям е делът на топлоенергетиката в Китай, Австралия, Мексико.

#### Хидроенергетика
В този отрасъл производството на електрическа енергия става във водноелектрическа централа (ВЕЦ), където се преобразува хидроенергията на водния поток.
ВЕЦ преобладава например в Норвегия и Бразилия. Списъкът на страните, в които делът на изработената във ВЕЦ енергия превишава 70%, включва няколко десетки държави.
Общият теоретичен хидроенергиен потенциал в България се оценява на 19 800 ГВч годишно – еквивалент на около 7900 МВт инсталирана мощност. Технически възможни за усвояване са 14 800 ГВч годишно – еквивалент на около 5900 МВт инсталирана мощност, включително 5385 ГВч годишно – еквивалент на около 919 МВт инсталирана мощност от застрояване на р. Дунав, р. Искър (Проект „Среден Искър“), р. Марица и р. Огоста. Усвоени са само около 5000 ГВч годишно – еквивалент на около 3100 МВт инсталирана мощност, от които около 2700 МВт ПАВЕЦ и ВЕЦ (с голямо процентно участие на малка руслова ВЕЦ), които произвеждат базова енергия покриваща основната част от денонощната товарова диаграма, явяваща се стабилизиращ фактор за електропреносната мрежа.

#### Ядрена енергетика
В този отрасъл електрическата енергия се произвежда в атомна електрическа централа (АЕЦ), при което се използва енергията на верижната ядрена реакция, най-често на урана.
По дял на енергията, изработена в атомни електроцентрали, първото място заема Франция, около 80 %. Този вид енергия преобладава и в Белгия, Република Корея и някои други страни. Световни лидери по производство на атомна енергия са САЩ, Франция и Япония.

### Нетрадиционна електроенергетика
Повечето направления на нетрадиционната електроенергетика се основават на традиционни принципи, но ролята на първична енергия в тях изпълняват източници от местно значение, например вятърът, геотермални източници, приливните вълни или източници, намиращи се още в стадий на усвояване, които могат да намерят приложение в перспектива, например термоядрената енергетика. Характерни черти на нетрадиционната електроенергетика са тяхната екологична чистота и възобновяемост, извънредно големите разходи за капитално строителство в някои случаи (например за слънчева електростанция с мощност от 1000 MW е необходимо със скъпи огледала да се покрие площ от около 4 км² . Направленията на нетрадиционната енергетика са:
- Малки ВЕЦ
- Ветроенергетика
- Геотермална енергетика
- Слънчева енергетика
- Биоенергетика
- Инсталации с горивни клетки
- Водородна енергетика
- Термоядрена енергетика.

### Електроснабдителна мрежа
Електроснабдителна мрежа е съвкупността от електрически подстанции, разпределителни устройства и съединителни електропроводи, предназначена за предаване и разпределение на електроенергията. Тя дава възможност за подаване на електрическа мощност от електрическата станция, предаването и на разстояние и преобразуването на параметрите на електроенергията (електрическо напрежение и електрически ток) на подстанциите и разпределението ѝ по територията до крайните потребители.
Електрическите мрежи на съвременните енергийни системи са многостепенни, тоест електроенергията е подложена на голям брой трансформации по пътя от източника до потребителя. Други техни характерни черти са многорежимност, т.е. разнообразие в натоварването на елементите от мрежата в различните часове на деня и периоди на годината, и голям брой различни режими на работа – например при възникване на необходимост от изваждане на елементи на мрежата от нея при планов ремонт или авария. 

## Топлофикация
Централното отопление (или ограниченото по обхват градско отопление), е процес на производство, пренос, доставка, разпределение и потребление на топлинна енергия с топлоносител вода или водна пара, както и на гореща вода за битови и стопански нужди.

## Енергийни ресурси
Енергийни ресурси са първичните енергоносители (въглища, нефт, газ и други), нефтопродуктите, както и възобновяемите източници, използвани за производство на електрическа енергия, топлинна енергия или енергия за охлаждане

## Енергийни системи
В най-общ смисъл под енергийна система се разбира съвкупността от всички видове енергийни ресурси заедно с методите и средствата за получаване, преобразуване, разпределение и използване от потребителите на всички видове енергия. Обикновено всички системи се обединяват в Единна енергийна система.
В по-тесен смисъл под енергийна система се разбира съвкупността от електростанции, електрически и топлинни мрежи, които са свързани помежду си с общ режим на непрекъснат производствен процес с цел преобразуване, пренос и разпределение на електрическа и топлинна енергия, така че това позволява централизирано управление на системата. В съвременния свят снабдяването на крайните потребители с електроенергия става чрез електроснабдителна мрежа, състояща се от: 1) електроцентрали; 2) преносни линии, и 3) повишаващи и понижаващи напрежението подстанции. Електроснабдителната мрежа дава възможност за паралелна работа на отделните компоненти при общ товар. По подобен начин, но на много по-малки разстояния, работи топлопреносната мрежа.
При такова обединяване на мощностите възникват следните предимства:
- съществено се снижава себестойността на електро- и топлоенергията;
- значително се повишава надеждността на електро- и топлоснабдяването;
- повишава се икономичността на различните типове електростанции;
- снижава се необходимата резервна мощност.

Тези предимства при използването на енергийни системи водят до това, че вече към 1974 по-малко от 3 % от цялото световно количество електроенергия е изработено от отделни станции. Оттогава мощността на енергийните системи непрекъснато нараства, като по-малките енергийни системи се укрупняват.